# Блатна
Блатна (нем. Blatna) — город в Чехии, в районе Страконице, с водным замком в центре искусственного озера и пейзажным парком вокруг него. Город расположен в холмистой местности с приятной мозаикой лугов, полей и сотней прудов, промышленных предприятий практически нет. Муниципалитет с расширенными полномочиями.

## История
Первое письменное упоминание о Блатнее относится к 1235 году. В XIII—XIV веках окрестности принадлежали роду Баворов из Стракониц. В 15 и начале 16-го века Блатненский замок был центром владений рода панов из Рожмиталя. В 1601 году император Рудольф ІІ повысил статус Блатны до города. Город разместился в живописном спокойном ландшафте среди холмов и прудов. Своё название город получил от соседних болот — «блат».
Наибольший расцвет замка приходится на владычество панов из Рожмиталя. Йогана из Рожмиталя вышла замуж за короля Йиржи из Подебрад. Стараниями королевы её брат Ярослав Лев из Рожмиталя был включён в состав посольства чешского короля ко дворам европейских властителей. Целью посольства было склонение властителей ко всеобщему миру и таможенному союзу — прообразу ЕС. Из готических ворот Блатны в 1465 году Ярослав Лев выехал в долгую дорогу «Из Чехии на край света». Его путевые заметки стали первым чешским произведением этого жанра. После возвращения он начал значительные работы по перестройке и украшению замка. Его работы продолжил сын — Зденек Лев из Рожмиталя, высочайший бургграф Чешского королевства, пригласивший архитектора Бенедикта Рейта. Его творением является до сих пор ценнейшие здания Блатненского замка: готическо-ренессансный дворец с треугольными окнами.
Замок расширялся и при следующих хозяевах — графах из Роздражова, а в 18 веке при графах Сериньи. С 1798 года при владельцах Хильдбрандтах из Оттенхаузена были проведены внутренние изменения. Строительные работы превратили первоначальные град в замок-дворец. Хильдбрандтам, которые были насильственно выгнаны из своих владений, замок был возвращён в 1990 году.

## География
Город расположен на небольшой реке Ломнице. Почва не очень плодородная. Вокруг области много гранитных карьеров, но в настоящее время они являются затопленными. В прошлом было большое количество болот, делая деревни ещё менее гостеприимными.

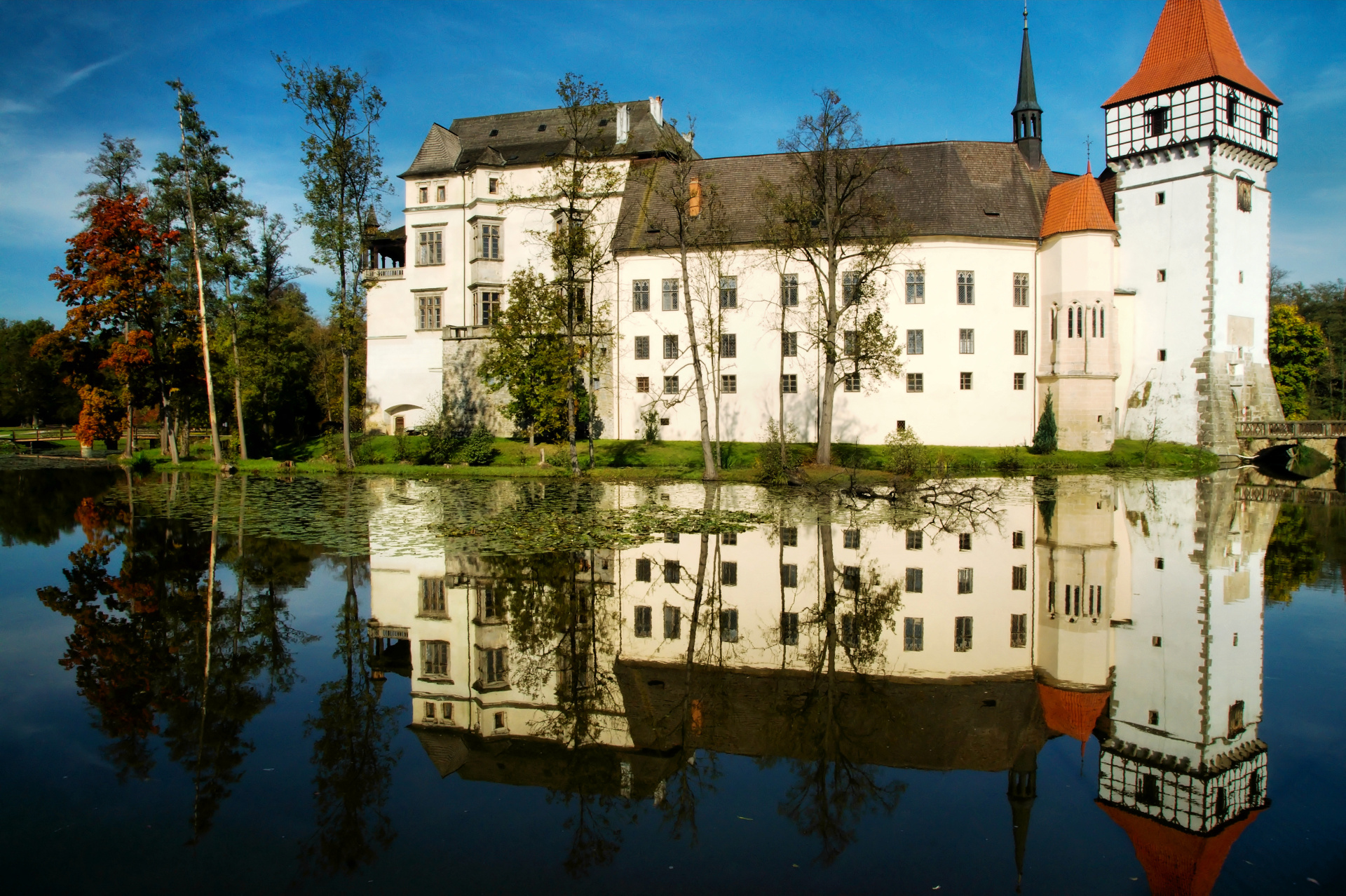
Водный замок Блатна

## Достопримечательности
- Водный замок — несомненно самая большая достопримечательность города. Он построен на скале, окруженной рвом (то есть искусственной водяной траншеей), который больше похож на озеро. Замок — узкий U-образной формы с башней впереди, которой свойствены дворцы из различных эпох. Большая часть замка недавно реконструирована и доступна для туризма. С экскурсоводом можно осмотреть интерьеры Роздражовского дворца, старого дворца и Эфиопский салон.

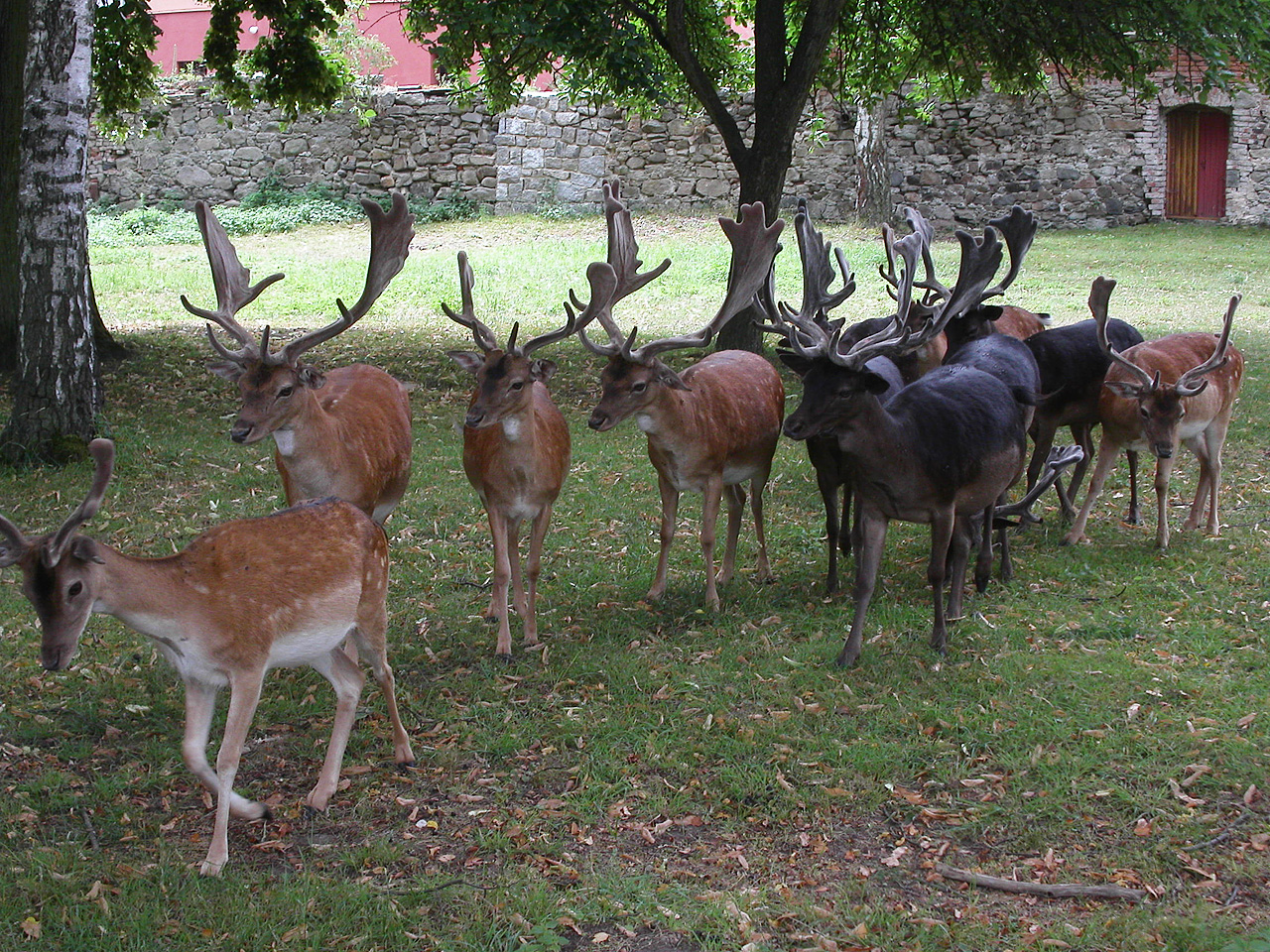
Прогулка ланей по парку

- Парк — располагается рядом с замком на площади 42 га. Был создан как пейзажный парк в начале 19 века. Его части окружают большой луг с очень старыми дубами. Вне луга сохранены старые леса с переулками, болотами, искусственными пещерами. Стадо ручных ланей свободно бродит по парку, который открыт для посетителей круглый год.
- Готический костёл Вознесения Девы Марии находится рядом с замком, в конце главной площади. Здание было основано в 1290 годы. Современный вид костёл приобрёл в 1515 году, когда постройка была закончена.
- Здание школы, созданное в 1902—1904 года и названное в честь Я. А. Коменского.

## Население
| Год  | Численность | Численность |
| ---- | ----------- | ----------- |
| 1869 | 4924        | [ 5 ]       |
| 1880 | 5014        | [ 5 ]       |
| 1890 | 4891        | [ 5 ]       |
| 1900 | 4815        | [ 5 ]       |
| 1910 | 4839        | [ 5 ]       |
| 1921 | 4700        | [ 5 ]       |
| 1930 | 4476        | [ 5 ]       |
| 1950 | 4355        | [ 5 ]       |
| 1961 | 4722        | [ 5 ]       |
| 1970 | 5265        | [ 5 ]       |
| 1980 | 6208        | [ 5 ]       |
| 1991 | 6944        | [ 5 ]       |
| 2001 | 6644        | [ 5 ]       |
| 2011 | 6705        | [ 5 ]       |
| 2014 | 6724        | [ 6 ]       |
| 2016 | 6700        | [ 7 ]       |
| 2017 | 6648        | [ 8 ]       |
| 2018 | 6634        | [ 9 ]       |
| 2019 | 6583        | [ 10 ]      |
| 2020 | 6573        | [ 11 ]      |
| 2021 | 6543        | [ 12 ]      |
| 2022 | 6371        | [ 13 ]      |
| 2023 | 6600        | [ 14 ]      |
| 2024 | 6666        | [ 15 ]      |
| 2025 | 6669        | [ 3 ]       |

## Города-побратимы
- Sargé-lès-le-Mans[вд], Франция
- Рогвиль, Швейцария
- Фаха, Германия